# Clitaetra irenae
Espèce
Statut de conservation UICN

 LC  : Préoccupation mineure
Clitaetra irenae est une espèce d'araignées aranéomorphes de la famille des Araneidae.

## Distribution
Cette espèce se rencontre en Afrique du Sud au KwaZulu-Natal et au Malawi,.

## Description
La femelle holotype mesure 7,1 mm et le mâle paratype 3,1 mm; les mâles mesurent de 2,8 à 3,6 mm et les femelles de 5,7 à 9,9 mm.

## Systématique et taxinomie
Cette espèce a été décrite par Kuntner en 2006.

## Étymologie
Cette espèce est nommée en l'honneur d'Irena Kuntner, l'épouse de Matjaž Kuntner.

## Publication originale
- Kuntner, 2006 : « Phylogenetic systematics of the Gondwanan nephilid spider lineage Clitaetrinae (Araneae, Nephilidae). » Zoologica Scripta, vol. 35, p. 19-62 (texte intégral).